# Alpi Settentrionali di Berchtesgaden
Le Alpi Settentrionali di Berchtesgaden (in tedesco Nördliche Berchtesgadner Alpen) sono un gruppo montuoso delle Alpi di Berchtesgaden. Si trovano in Austria (Salisburghese) e Germania (Baviera).
In accordo con la loro denominazione costituiscono la parte settentrionale delle Alpi di Berchtesgaden.

## Classificazione
La SOIUSA le vede come un supergruppo alpino con la seguente classificazione:
- Grande parte = Alpi orientali
- Grande settore = Alpi Nord-orientali
- Sezione = Alpi Settentrionali Salisburghesi
- Sottosezione = Alpi di Berchtesgaden
- Supergruppo = Alpi Settentrionali di Berchtesgaden
- Codice = II/B-24.III-D

## Suddivisione

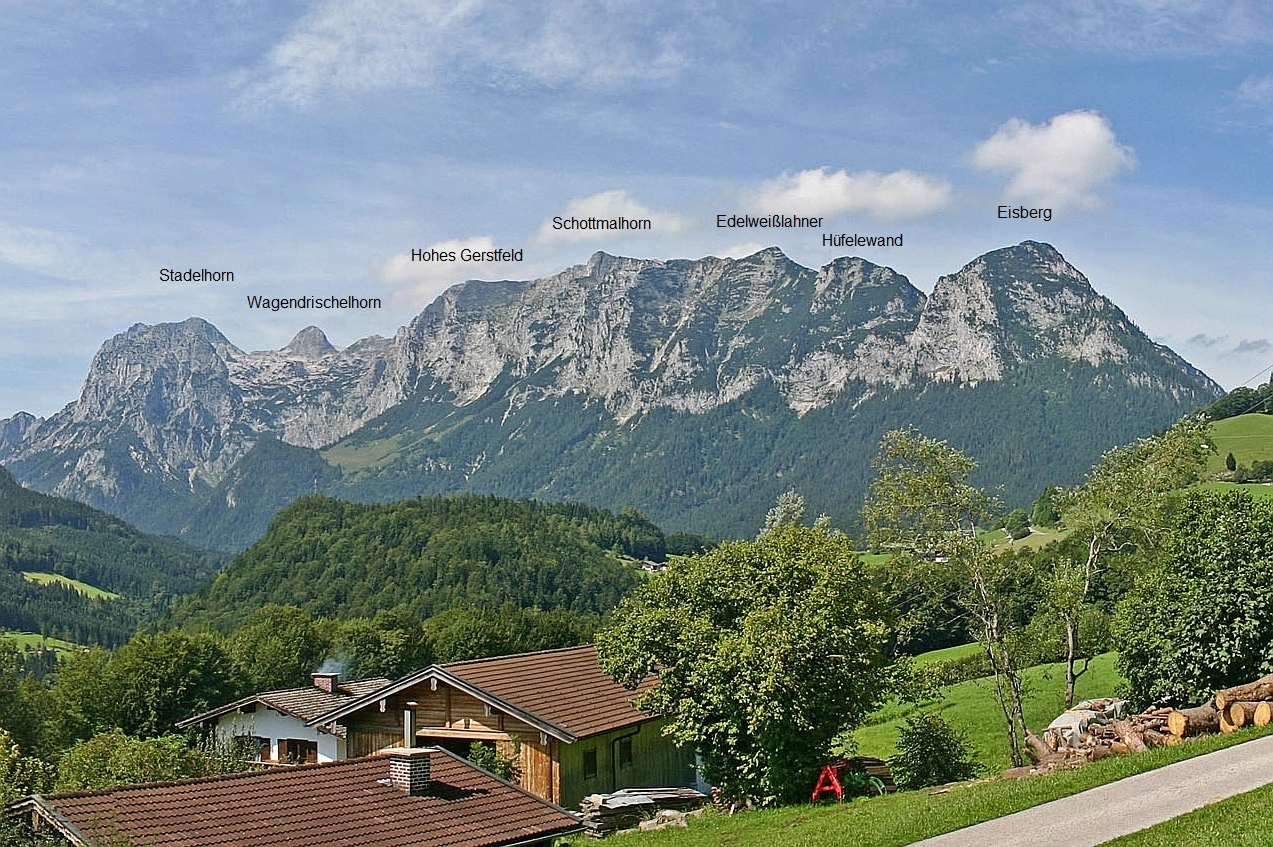
Le Alpi di Reiter.

La SOIUSA le suddivide in tre gruppi e otto sottogruppi:
- Alpi di Reiter (7)
  - Catena dello Stadelhorn (7.a)
  - Catena dell'Häuslhorn (7.b)
  - Catena del Weitschartenkopf (7.c)
- Monti di Latten (8)
  - Catena Törlkopf-Karspitz (8.a)
  - Catena Pfaffenbühel-Toter Mann (8.b)
  - Catena del Lattenhaupt (8.c)
- Untersberg (9)
  - Catena del Berchtesgadener Hochthorn (9.a)
  - Catena del Salzburger Hochthorn (9.b)

Andando da sud-ovest verso nord-est incontriamo nell'ordine: le Alpi di Reiter, i Monti di Latten e l'Untersberg.

## Monti
I monti principali del gruppo sono:
- Stadelhorn - 2.286 m
- Großes Häuselhorn - 2.284 m
- Wagendrischelhorn - 2.251 m
- Großes Mühlsturzhorn - 2.235 m
- Großes Grundübelhorn - 2.098 m
- Schottmalhorn - 2.045 m

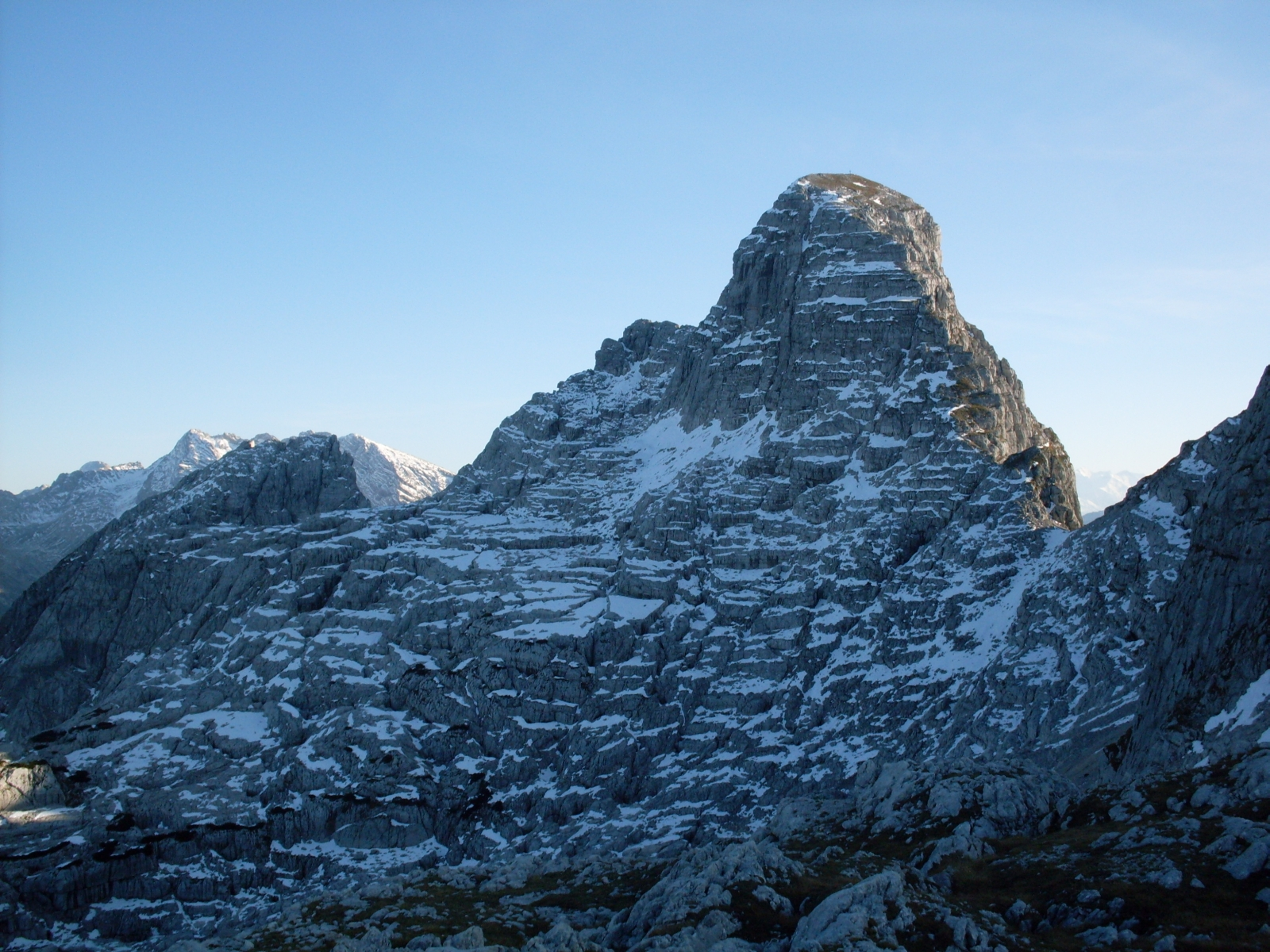
Lo Stadelhorn.

- Berchtesgadener Hochthron - 1.973 m
- Salzburger Hochthron - 1.853 m
- Karkopf - 1.738 m
- Dreisesselberg - 1.680 m
- Predigtstuhl - 1.618 m